# Seattle Sounders sub-23
El Seattle Sounders Sub-23 es un equipo de fútbol de los Estados Unidos que juega en la USL League Two, la cuarta liga de fútbol más importante del país.

## Historia
Fue fundado en el año 2006 en la ciudad de Tacoma, Washington con el nombre Tacoma FC luego de que el desaparecido Spokane Shadows cerró operaciones, en una temporada en la que el Tacoma terminó quinto en su división.
En 2007 cambia su nombre a Tacoma Tide, temporada en la que el equipo terminó en segundo lugar del Noroeste, pero no clasificó a playoffs. En 2008 llegaron a la final de conferencia, en la que perdieron ante el Vancouver Whitecaps II.
Para el año 2011 el club tuvo un cambio de propietarios y fue re-organizado y para el 25 de enero del 2012 cambiaron su nombre por el que tienen actualmente, siendo el principal equipo filial del Seattle Sounders de la MLS.

## Palmarés
- USL PDL Northwest Division: 2

2008, 2012

## Entrenadores
- Mike Jennings (2006)
- Fran O'Brien (2007–2008)
- Greg Howes (2009)
- Gerry Gray (2010–2011)
- Darren Sawatzky (2012–)